# Сенец
 Тази статия е за града в Словакия.  За окръга вижте Сенец (окръг).  
Сенец (на словашки: Senec) е словашко градче, намиращо се в Братиславски край на Словакия. Населението му е около 15 000 жители и се простира на 35 кв. км, а средната надморска височина е 126 м. Градът е аткрактивен несамо с близостта си до столицата Братислава, а и с чистата околна среда и с Slnečné jazerá (Слънчево езеро), което е разоположено в Сенец. Населението му е 32 587 души (по приблизителна оценка от декември 2017 г.).

## История
Градът за първи път е споменат през 1252 г. От края на 15 век е със статута на град. Сегашното име Сенец се използва от средата на 20 век. Името прозихожда от историческото име Zemch (Земч). Немското име на Сенец е Вартберг. От 1996 г. е общински център.

## География
Сенец е разположен в Подунайската Низина (Podunajská nížina). Отстоява на 27 км от границата на Словакия с Австрия и на 28 км от унгарската граница. След Братислава най-близките европейски столици са Виена (90 км), Будапеща (230 км) и Прага (350 км).
Градът е на 25 км от столицата Братислава. Разположен е на магистралата Братислава-Жилина, също и на голямата ЖП линия Прага-Братислава-Балкани/Ориента.
Градът се състои от четири квартала – Сенец, Свети Мартин, Червени Майер и Хорни двор.

## Любопитно
През сезона 2006 – 2007 в мач от турнира за Купата на УЕФА българският отбор Локомотив София гостува символично на израелския Бней Йехуда на градския стадион в Сенец. Мачът се провежда там, заради обстановката в Израел.

## Побратимени градове
- Мошонмагьоровар, Унгария
- Парндорф, Австрия
- Сен, Хърватия